# Вафина, Любовь Валерьяновна
Любо́вь Валерья́новна Ва́фина (род. 25 ноября 1967, Алма-Ата) — российская и казахстанская хоккеистка, тренер, советская фигуристка. Мастер спорта международного класса Республики Казахстан по хоккею с шайбой и хоккею с мячом, мастер спорта СССР по фигурному катанию.

## Биография
Родилась 25 ноября 1967 года в Алма-Ате. Выходила играть в хоккей во дворе. Так как женский хоккей не был развит, Вафина не могла тренироваться и играть в спортивной школе, поэтому занималась фигурным катанием и выступала в парном катании.
Входила в «5 лучших фигуристок СССР». После карьеры фигуристки решила осуществлять свою мечту и развивать женский хоккей. Первая женская хоккейная команда, которую основала и тренировала, а также играла в составе, называлась «Виктория». Вафина развивала женский хоккей в Алма-Ате пять лет. Затем уехала в Усть-Каменогорск и вместе с Аркадием Белоусовым основала команду «Устинка», где тренировала и играла за эту команду.
В 2003 году пошла тренировать хоккейную команду «Торпедо» и стала судьёй международной категории ИИХФ, а через год ушла тренировать вместе с Белоусовым детскую спортивную № 3. В 2005 году Белоусов, который приехал тренировать челябинскую женскую команду, позвал Вафину играть за «Факел» («Белые медведицы»). В челябинской команде в 48 лет она играла в одном звене со своей дочерью Александрой.
После завершения карьеры в челябинском клубе взяла паузу и в 2022 году вернулась в «Белые медведицы», но в роли тренера. После работы в профессиональном женском клубе из Челябинска перешла в детско-юношескую спортивную школу «УралХоккей», где тренировал Аркадий Белоусов.

## Достижения

### Личные
- Лучший игрок зимних Азиатских игр 1996.
- Лучший игрок чемпионата мира по хоккею с мячом 1996.
- Лучший бомбардир «Кубка дружбы» 2004.
- Место в символической сборной «Кубка дружбы» 2004.

### Командные
- 3 место чемпионата мира по хоккею с шайбой 1994.
- Чемпионка России по хоккею с мячом 1996.
- Обладатель кубка мира по хоккею с мячом 1996.
- 3 место зимних Азиатских игр 1996.
- 3 место чемпионата мира по хоккею с мячом 1998.
- 3 место зимних Азиатских игр 1999.
- 3 место чемпионат Казахстана по хоккею с шайбой 2000 года.
- Чемпионка мира по хоккею с шайбой 2000.
- 8 место на зимних Олимпийских играх 2002.
- Победитель зимних Азиатских игр 2003.
- 3 место чемпионата России по хоккею с шайбой 2010/2011 в составе «Факел».
- Неоднократный победитель и призёр крупнейших международных турниров в России, Канаде, Швейцарии, Германии, Китае, Франции, Финляндии, Швеции, Норвегии (1994—2003)